# لوئن‌خا
لوئنگا (به هلندی: Loënga) یک منطقهٔ مسکونی در هلند است که در سودوست-فریسلان واقع شده‌است. لوئنگا ۹۵ نفر جمعیت دارد.